# سرخس دوپایه (سرده)
سرخس دوپایه (نام علمی: Pteris) نام یک سرده از تیره پرسرخسیان است.